# Oedodera marmorata
Oedodera marmorata (мармуровий гекон) — вид геконоподібних ящірок родини диплодактилідів (Diplodactylidae). Ендемік Нової Каледонії. Це єдиний представник монотипового роду Oedodera.

## Поширення і екологія
Мармурові гекони мешкають на північному заході Нової Каледонії. Вони живуть в чагарникових заростях макі та в залишках вологих тропічних лісів, на висоті від 10 до 400 м над рівнем моря. Ведуть нічний, деревний спосіб життя: вдень ховаються під корою та в дуплах та між корінням, а вночі шукають їжу на гілках та серед листя.

## Збереження
МСОП класифікує цей вид як такий, що перебуває під загрозою зникнення. Oedodera marmorata загрожує знищення природного середовища, хижацтво з боку інтродукованих щурів, кішок та мурах Wasmannia auropunctata, а також конкуренція з інвазивними геконами Hemidactylus frenatus.